# 毛果高乌头
毛果高乌头（学名：Aconitum sinomontanum var. pilocarpum）为毛茛科乌头属下的一个变种。

## 扩展阅读
- 維基物種上的相關：毛果高乌头